# Norbert Holub
Norbert Holub (* 7. dubna 1966, Jihlava) je současný český básník, esejista a překladatel. Vystudoval Lékařskou fakultu Masarykovy univerzity v Brně, kde také v současnosti žije.

## Dílo
- Zrcadlo pod jevištěm (1989)
- Muž vymýšlející vejce (1995)
- Cizí sonety (1996)
- Úplně úzké úly (1999)
- Suché sochy stínů (2004)
- Status idem (2006)